# Atelier d'architecture de Genval
L'Atelier d'architecture de Genval est un bureau d'architectes belge qui fut le pionnier de l'architecture postmoderne en Belgique.
Fondé par André Jacqmain en 1967, l'Atelier de Genval a livré de nombreux bâtiments emblématiques du postmodernisme dans les années 1980 et 1990 à Bruxelles.

## Historique
L'Atelier d'architecture de Genval est fondé en 1967 par André Jacqmain avec certains architectes de son atelier, à l'achèvement de l'immeuble Glaverbel, à Watermael-Boitsfort dans la périphérie de Bruxelles,,,. 
Dès les années 1970, l'Atelier d'architecture de Genval est le pionnier de l'architecture postmoderne en Belgique, avec l'édification du siège de la Morgan Guaranty Trust Company of New York (1969-1974),, de l'immeuble « Stéphanie 1 » (1973-1983), et d'un immeuble à appartements de style postmoderne situé rue de Belle-Vue (1977-1978).
En 1987, l'Atelier est un des partenaires fondateurs de l'association A.E.L. « Atelier de l'Espace Léopold » chargée de la construction de l'espace Léopold, siège du Parlement européen à Bruxelles,.
Dans certains cas, l'Atelier joue un rôle d'architecte consultant garantissant une unité au sein de grands ensembles urbains comme à l’espace Nord (quartier Nord de Bruxelles) ou d'architecte pilote, le rôle d'architecte opérationnel étant assumé par un ou plusieurs autres bureaux d'architectes (comme E.L.D. par exemple dans le cas de la « Tour Baudouin » ou du complexe « The Capital »).
En 1995, L'Atelier se développe au niveau international : il ouvre cette année-là un bureau au Luxembourg et un autre à Budapest.

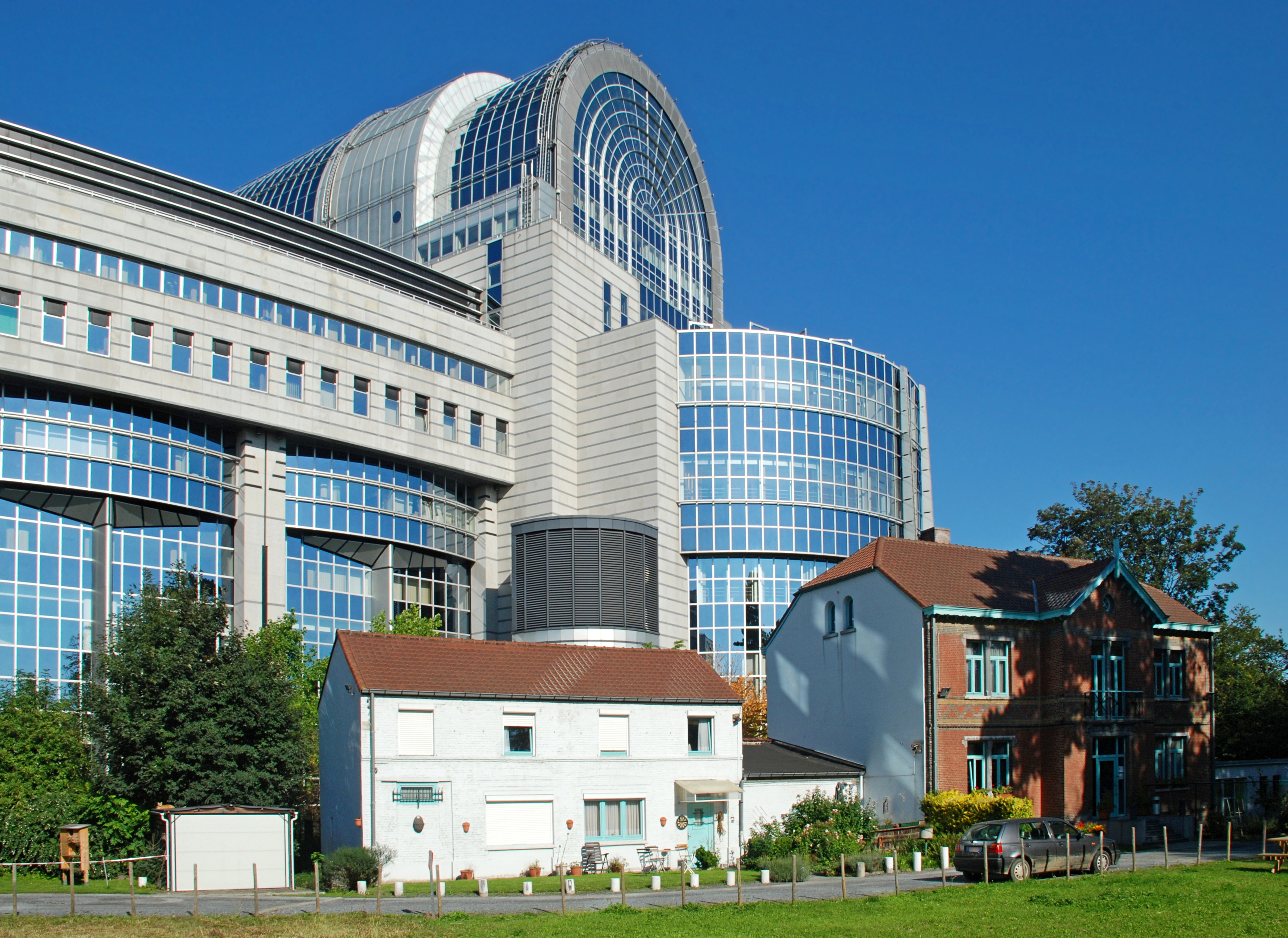
Vue de l'arrière du Parlement européen.
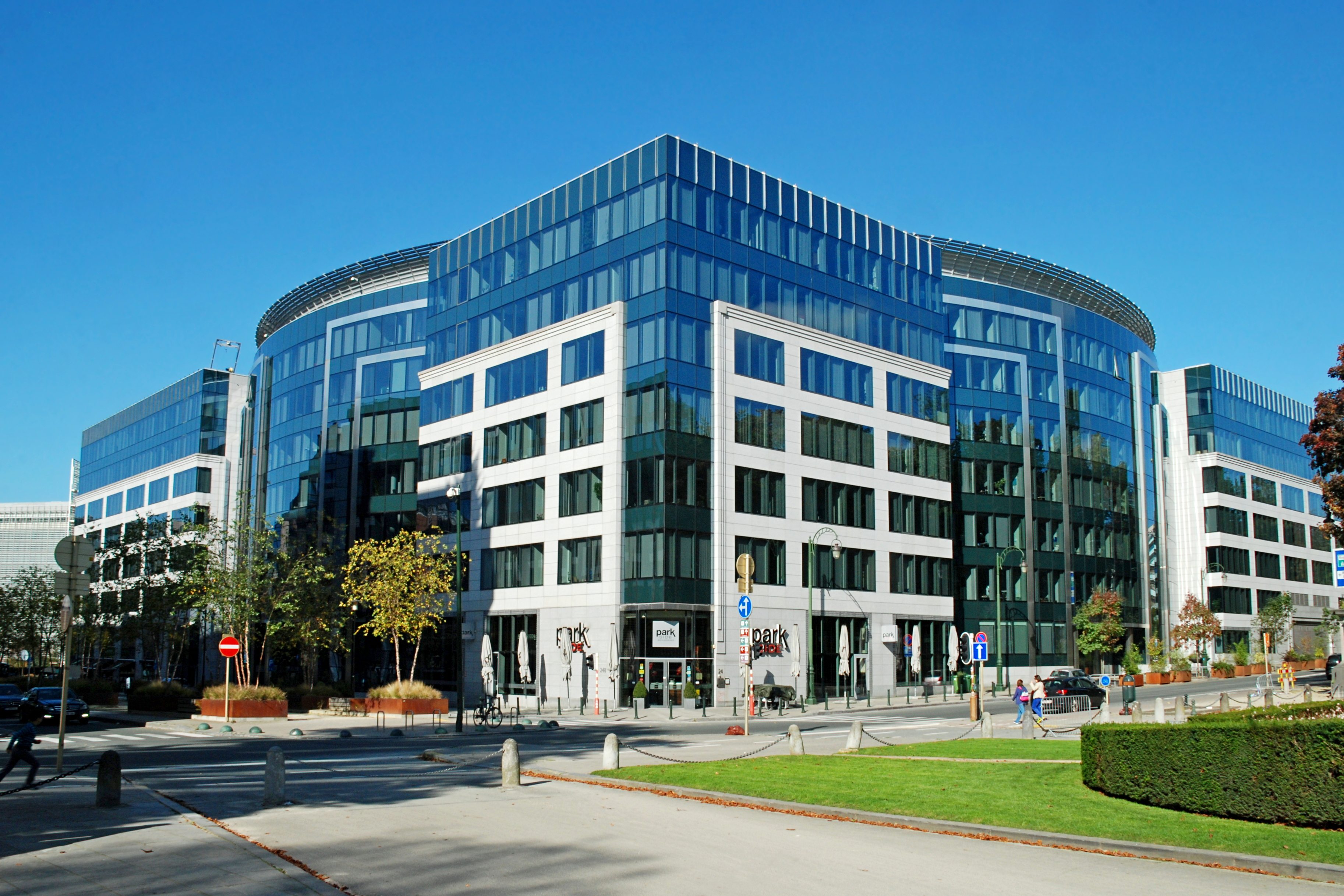
Immeuble The Capital.

## Style

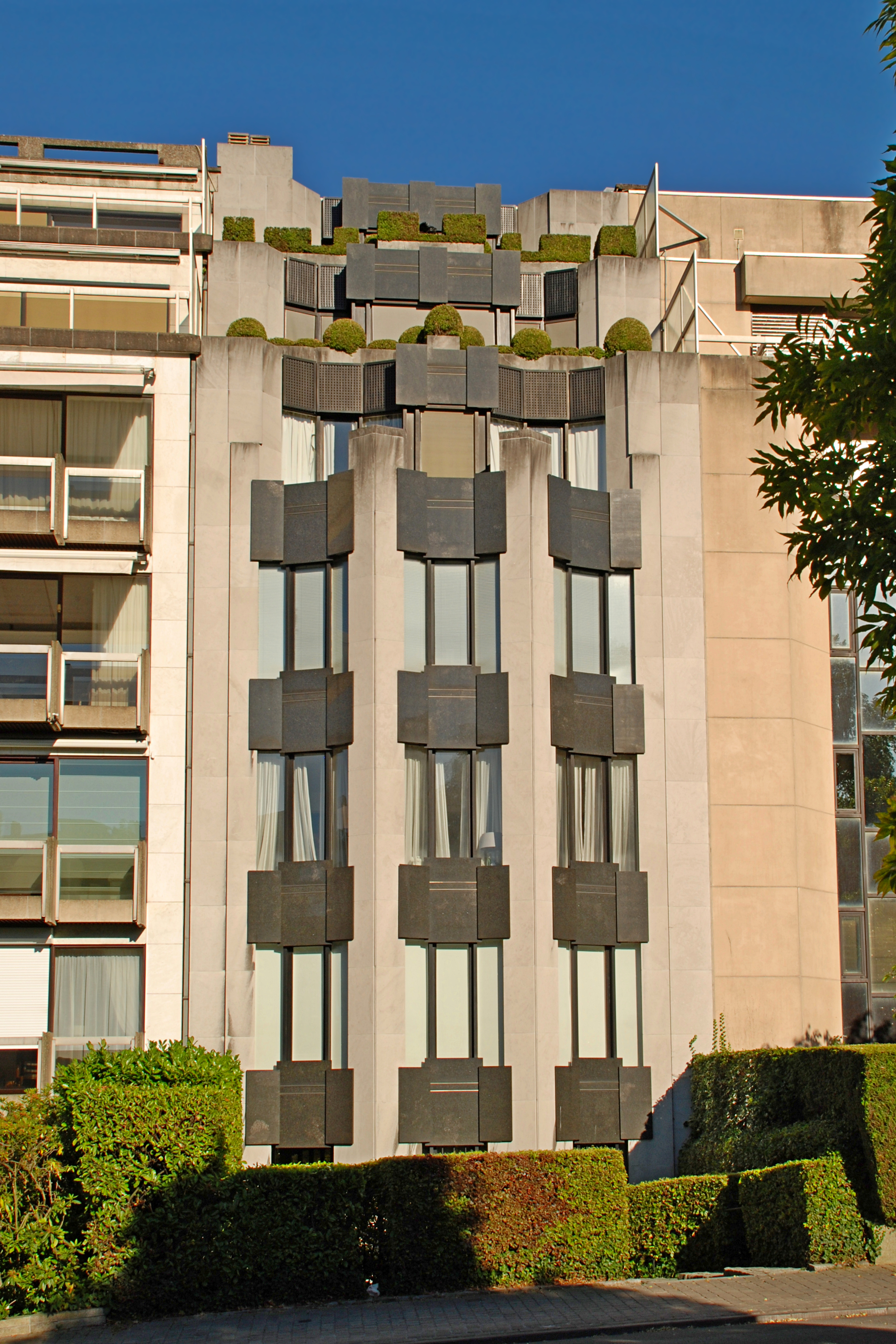
Immeuble à appartements de la rue de Belle-Vue (1977-1978).

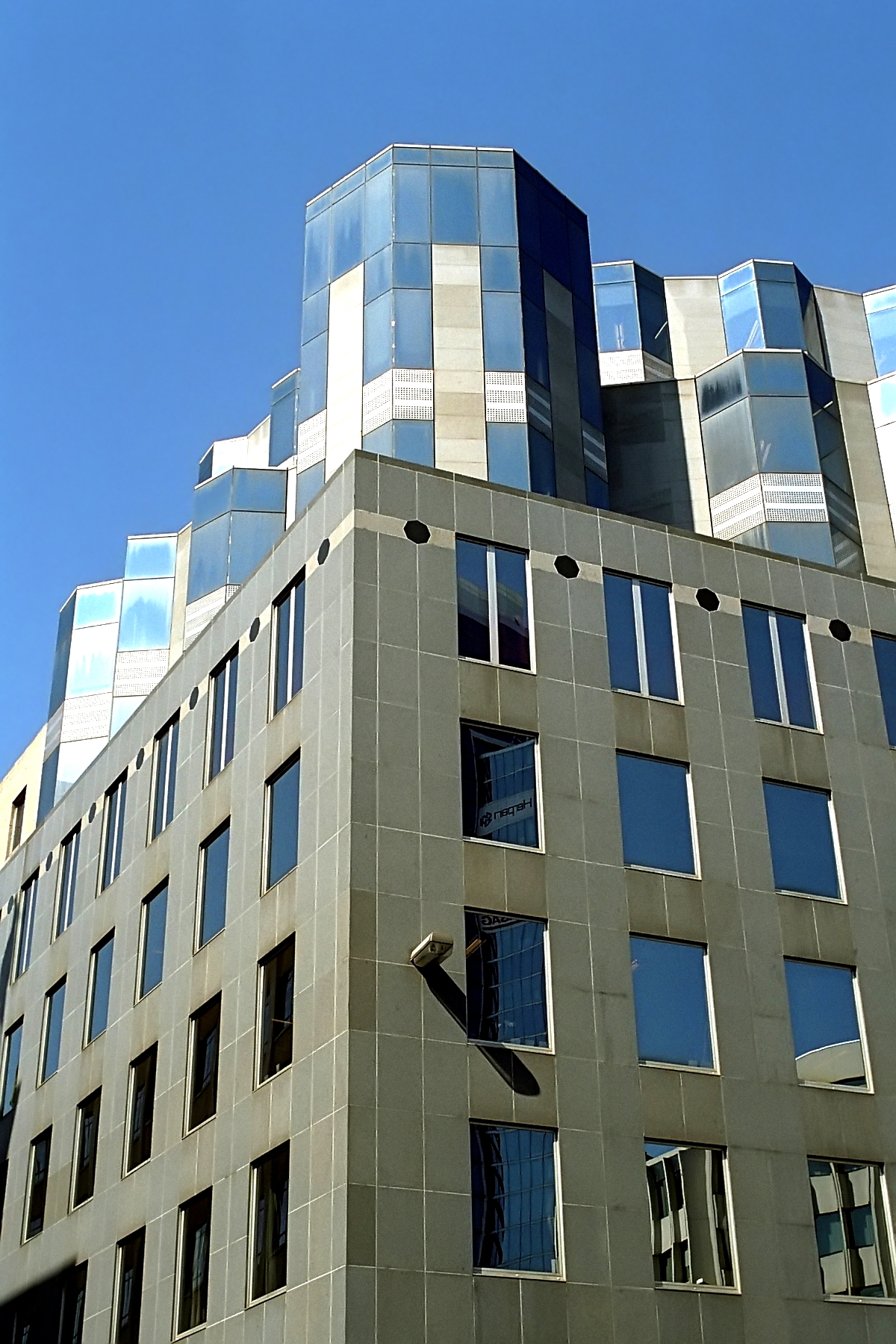
Siège de la Communauté française de Belgique (1986-1992).

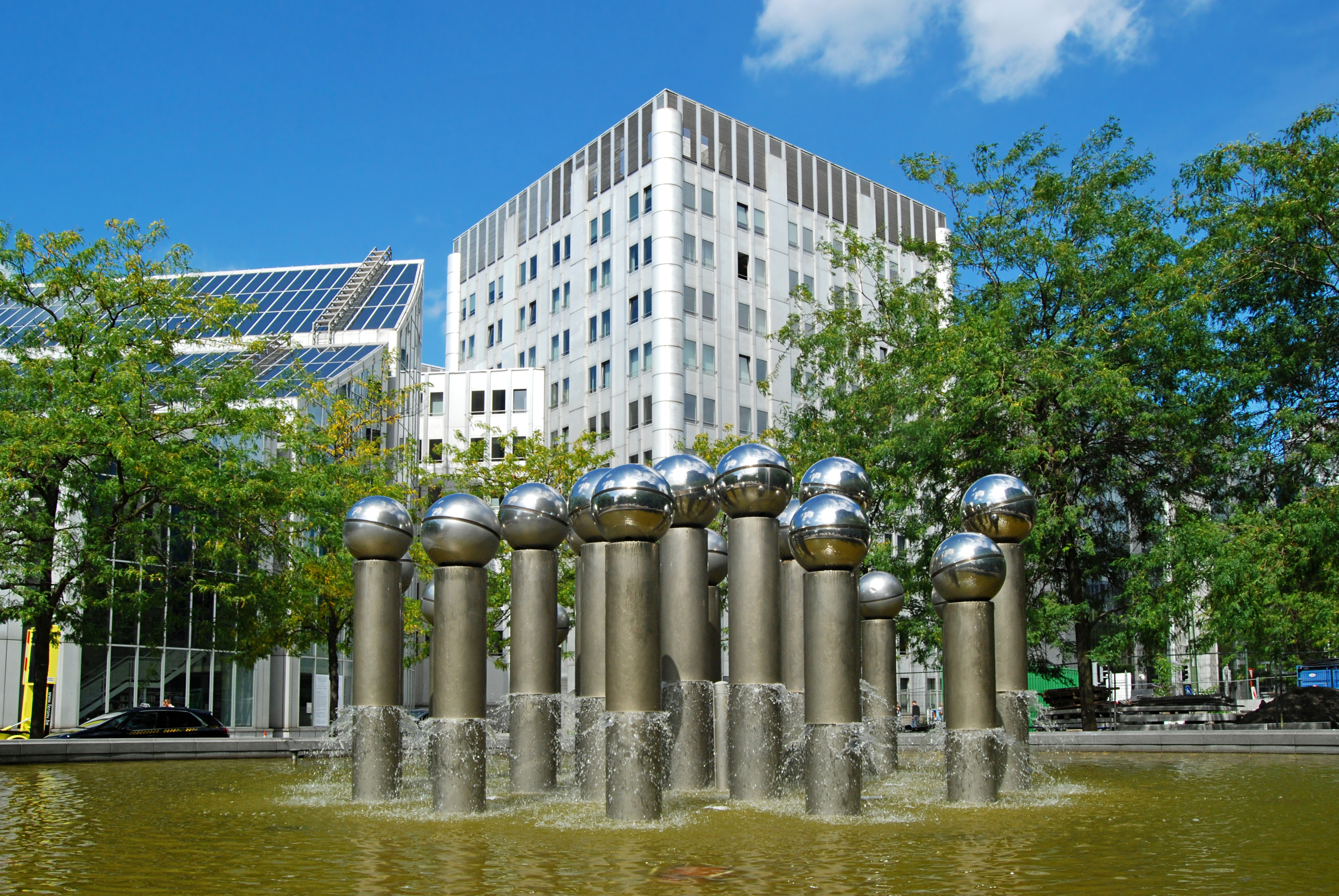
« Noord Building »
(1990 - démoli en 2018).

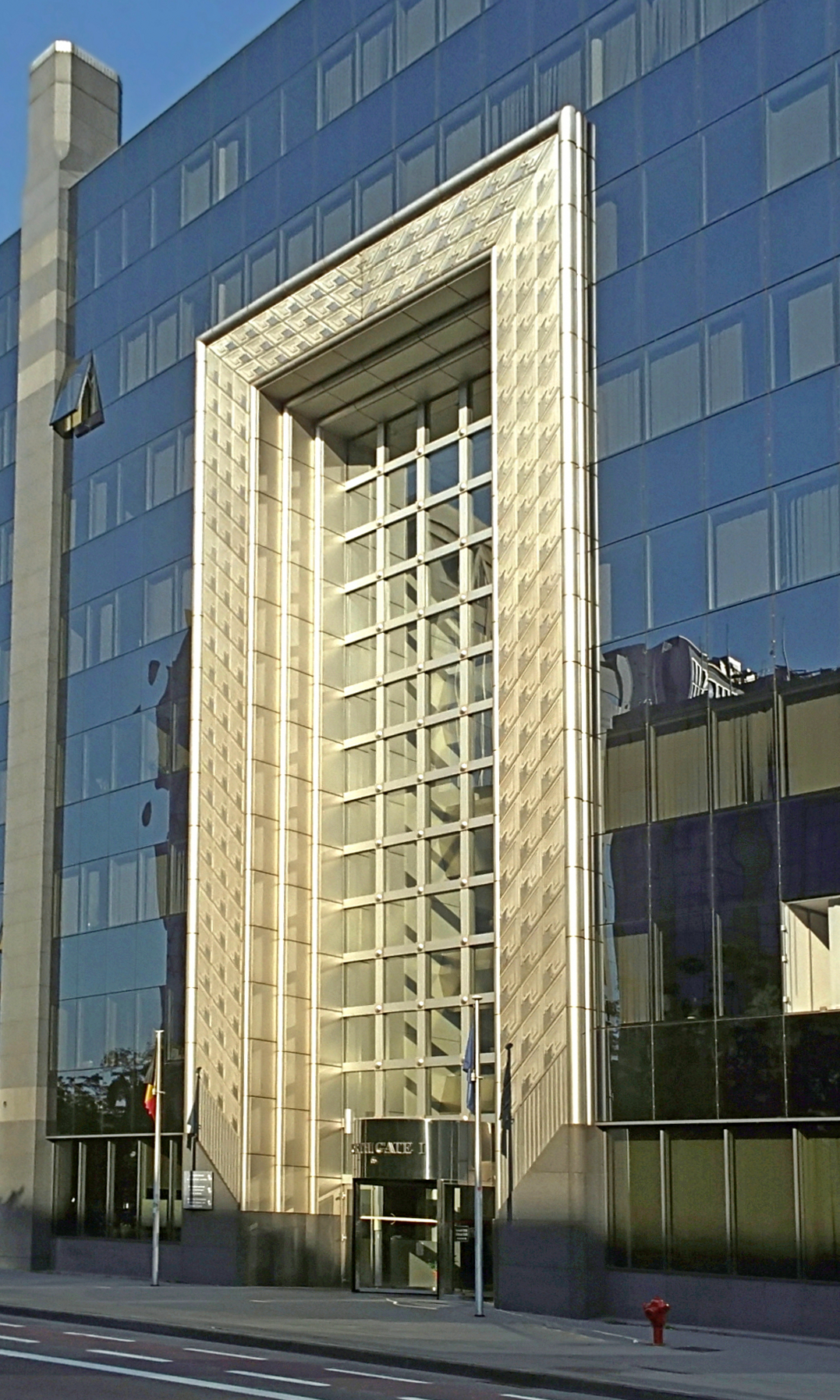
North Gate I (1995).

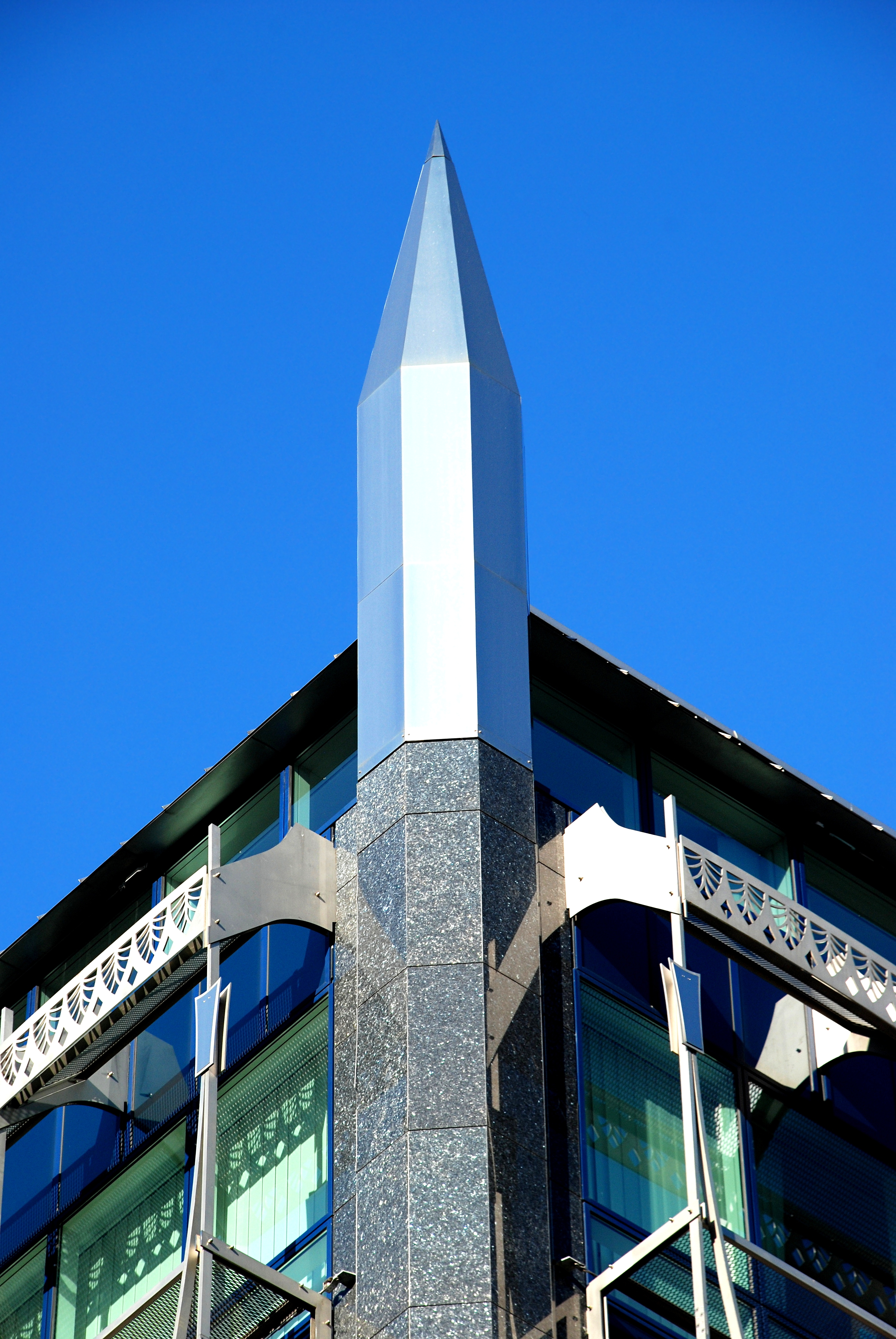
Sapphire (2003).

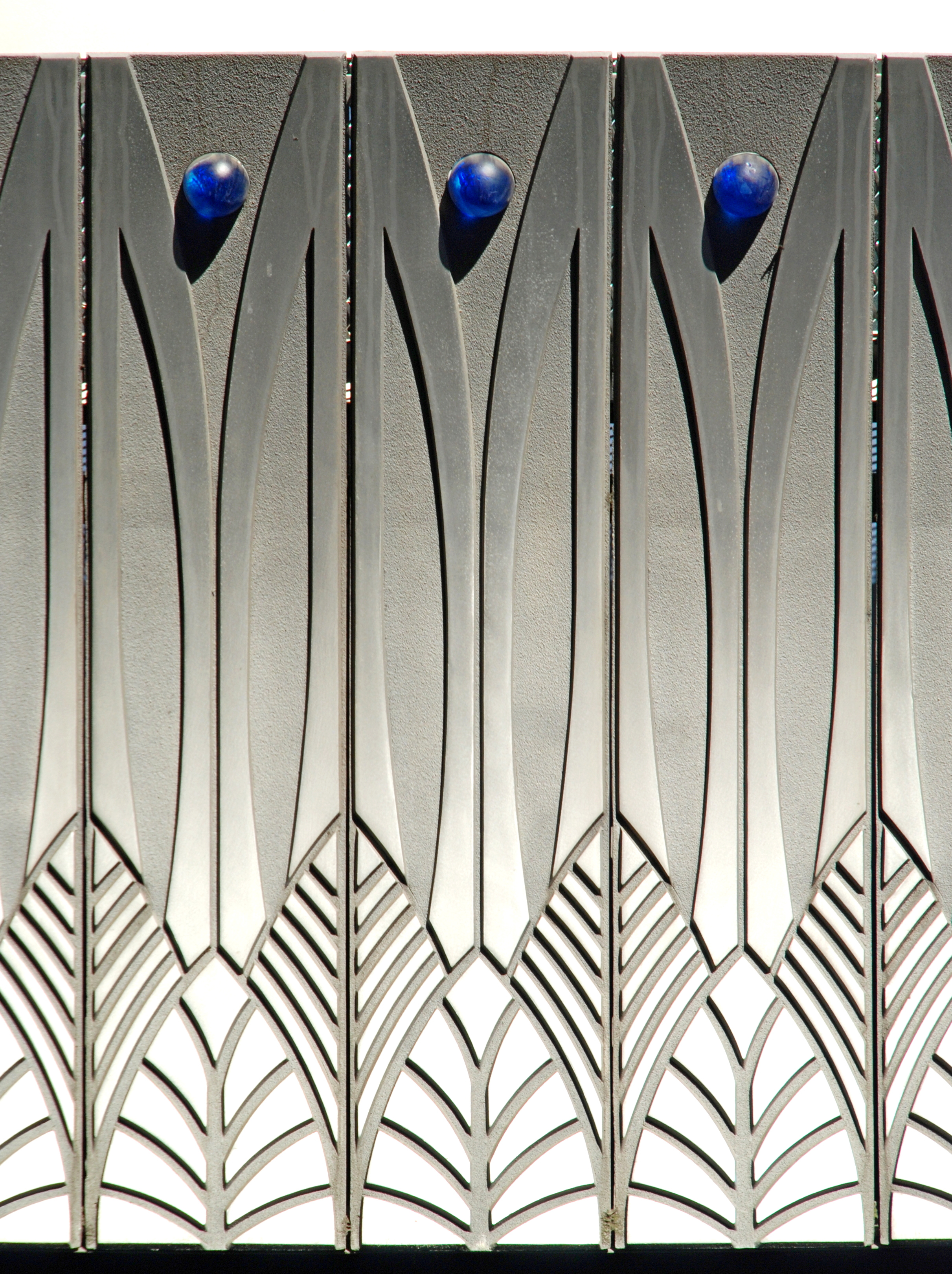
Sapphire (2003).

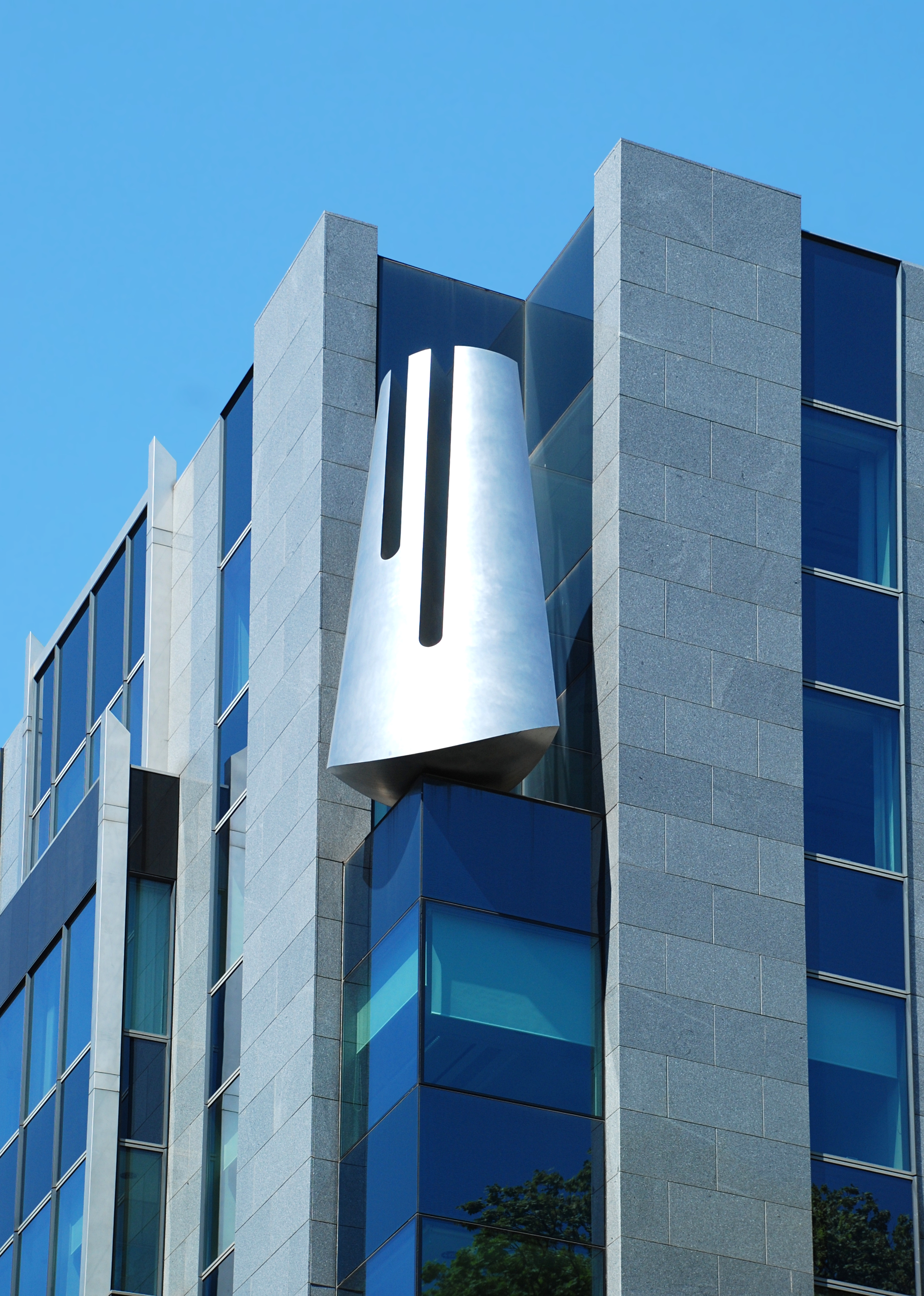
Espace Meeus (2005).

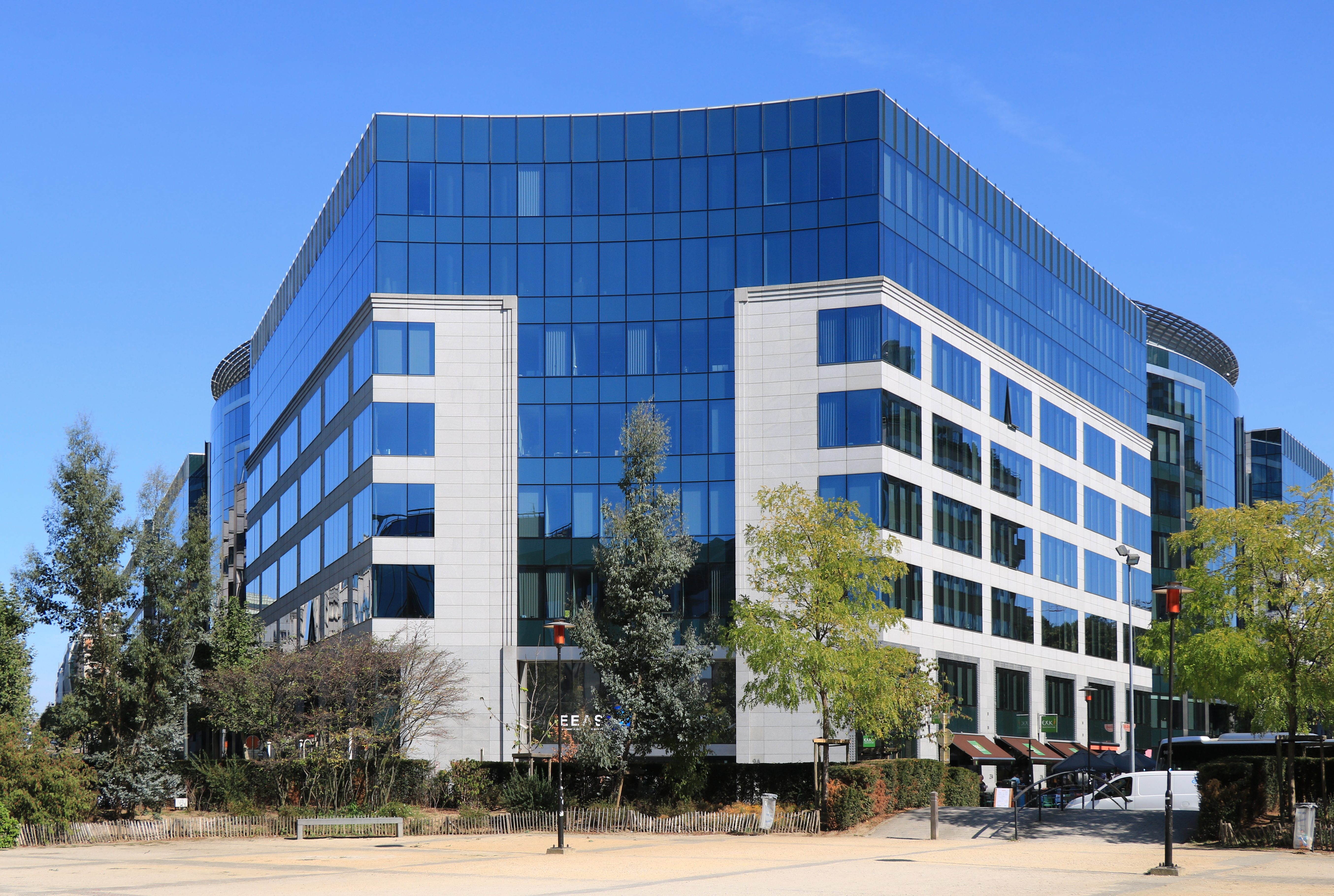
The Capital (rond-point Schuman, 2001-2009).

Dans les années 1950 et 1960, André Jacqmain signe plusieurs réalisations modernistes (plus exactement fonctionnalistes, le fonctionnalisme étant la continuation du modernisme après 1945) comme l'immeuble Foncolin (Fonds Colonial des Invalidités - 1957),, la maison Urvater (1958), et l'immeuble de bureaux Glaverbel (1963-1967) réalisé en collaboration avec Renaat Braem, Pierre Guillissen et Victor Mulpas,,.
Après la fondation de l'Atelier d'architecture de Genval en 1967, Jacqmain et ses collaborateurs produisent de 1970 à 1975 un dernier opus de style fonctionnaliste (plus exactement brutaliste) : la Place des Sciences et l'ancienne bibliothèque des Sciences à Louvain-la-Neuve,,,>.
Mais en parallèle, et dès 1969, Jacqmain tourne le dos au modernisme et au fonctionnalisme et s'engage dans une architecture beaucoup plus ornementée, plus lyrique, plus « habillée » sous l'influence de l'architecte américain Robert Venturi (Complexity and contradiction in architecture, 1966), influence renforcée plus tard par Charles Jencks (The Language of Postmodern Architecture, 1977) et Peter Blake (Form follows fiasco, 1978).
La transition vers ce nouveau style appelé postmodernisme apparaît clairement dans le siège de la filiale bruxelloise de la Morgan Guaranty Trust (1969-1974) puis dans l'immeuble « Stéphanie 1 » (1973-1983), avec lesquels l'Atelier d'architecture de Genval introduit en Belgique un style qui exprime un « attachement à l'ornementation avec une combinaison de marbre, pierre, bronze et acier inoxydable ». 
Les deux immeubles d'angle « Stéphanie 1 » et « Stéphanie Square » (1985-1989), aux accents Art déco, jouent le rôle de porte d'entrée monumentale pour l'avenue Louise, : leurs façades, « conçues comme des broderies de pierre », combinent la pierre de Bourgogne, le calcaire de Meuse dit de Vinalmont et le granit noir africain. Selon le site de l'inventaire du patrimoine architectural de la Région de Bruxelles-Capitale « Cet ensemble marque, pour ses concepteurs, les retrouvailles entre la façade et l'ornement, en rupture avec le fonctionnalisme sec des décennies précédentes ».
Plus tard, l'Atelier de Genval ajoute le verre bleu à la combinaison de marbre, pierre, bronze et acier inoxydable, comme au siège de la Communauté française de Belgique, à l'Espace Léopold, au « North Gate », au « Sapphire », à l'« Espace Meeus », à « The Capital »...
Jacqmain revendique le qualificatif de postmoderne sans ambiguïté « et s’en amuse avec malice : Oui certains de mes projets sont postmodernes dans le sens où j’ai fait des patchworks d'éléments repiqués dans le répertoire du classicisme. J'ai fait des collages. Mais des collages humoristiques. Il n'y a pas beaucoup d'humour en architecture ». Mais « dans sa communication officielle, l'Atelier d'architecture de Genval préfère parler de « lyrisme » pour qualifier son style et la production des années 1990 et 2000 ».

Ornements postmodernes
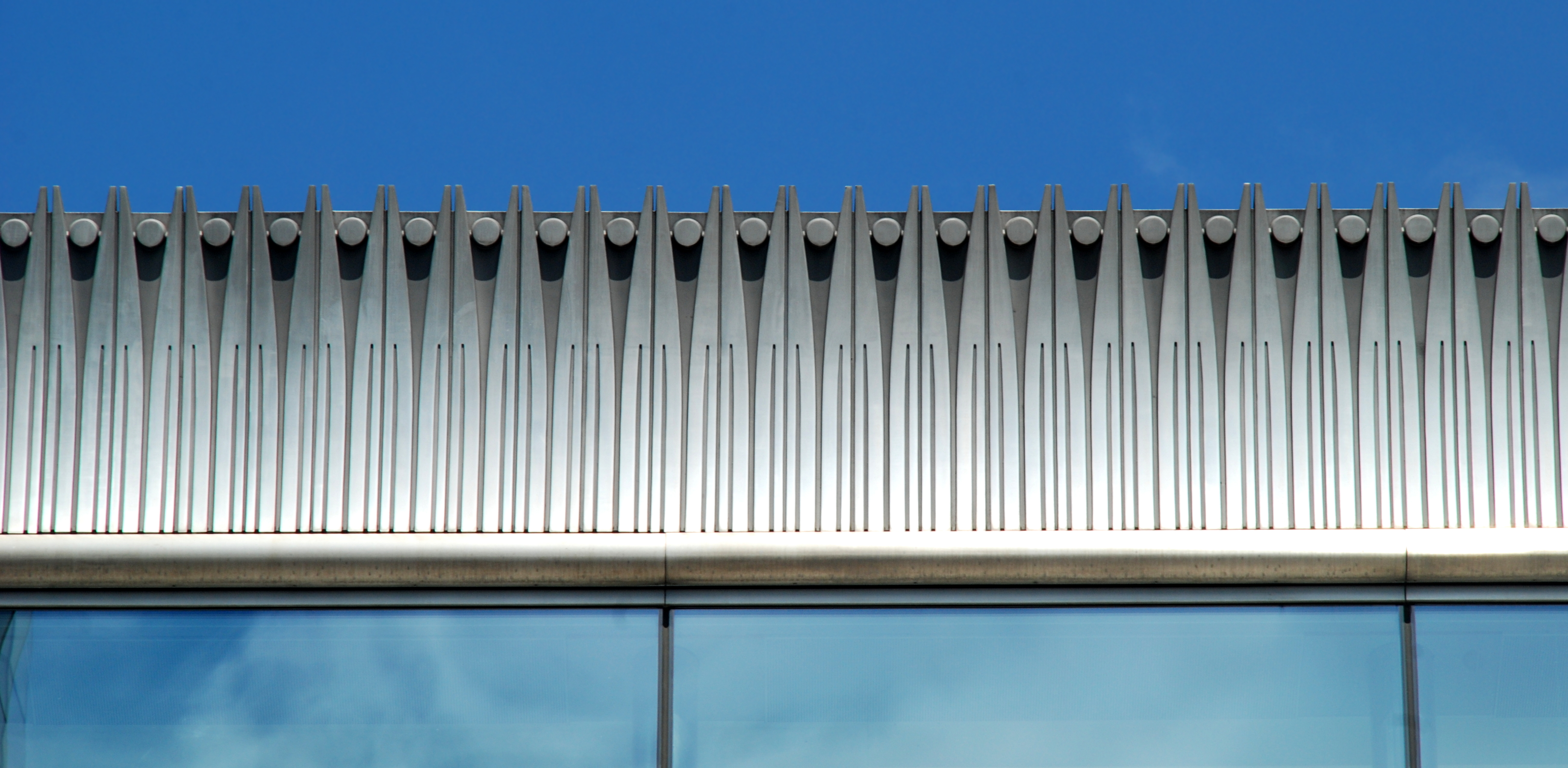
Bâtiment Altiero Spinelli du Parlement européen.
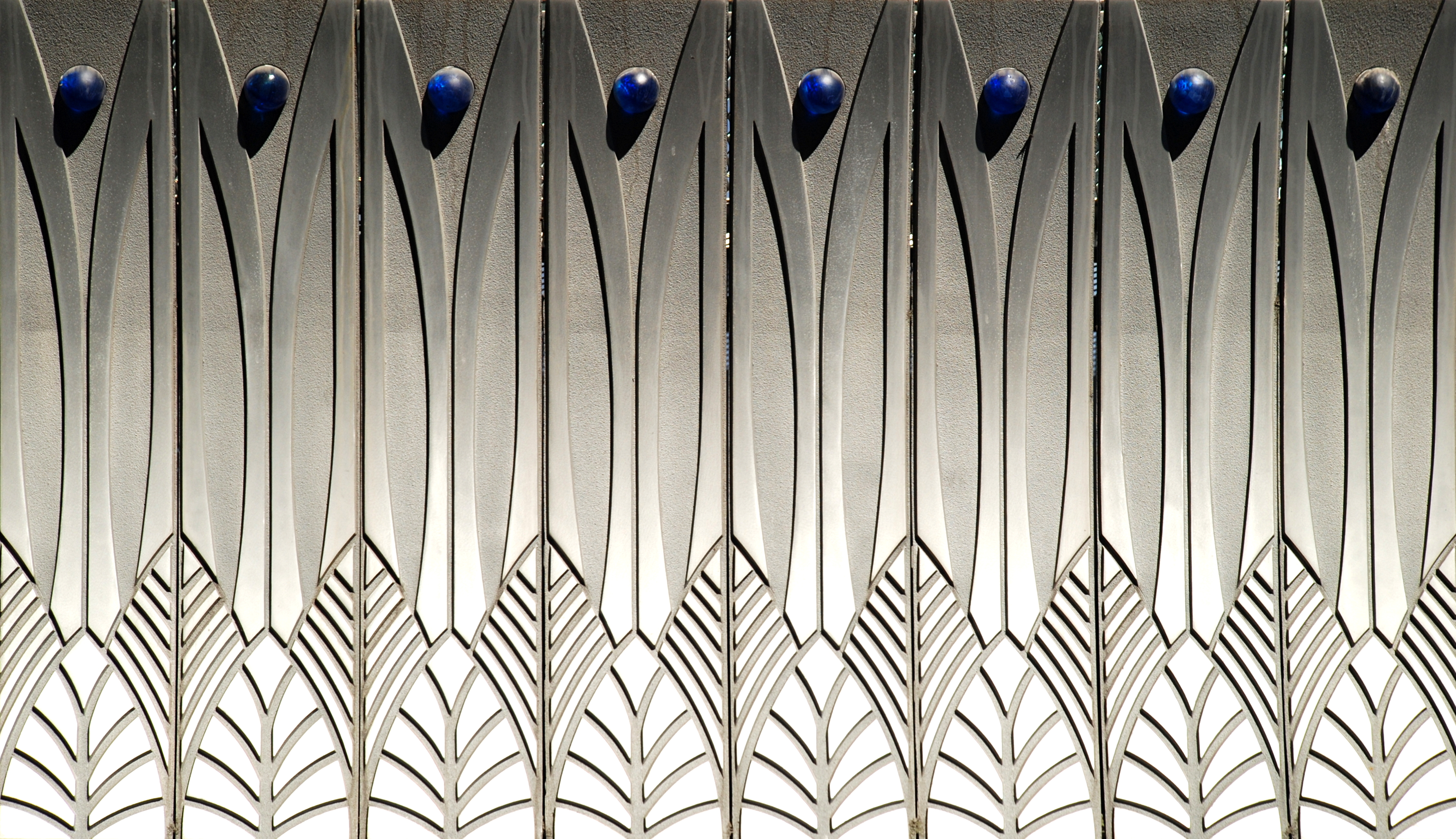
Immeuble Sapphire.

## Informations économiques
L'Atelier prend la forme d'une société coopérative à responsabilité limitée (SCRL),,.
Le plus ancien bilan disponible sur la Centrale des bilans de la Banque Nationale de Belgique mentionne un chiffre d'affaires de 1.952.054 euros pour l'année 2007. Les bilans ultérieurs ne mentionnent plus le CA.
En 2002, l'Atelier comptait 23 architectes (Jacqmain compris) dont deux étaient déjà les collaborateurs de Jacqmain en 1963, quatre ans avant la fondation de l'Atelier en 1967 : Nicole Beeckmans et Paul Hof.
Par ailleurs, selon les comptes annuels de 2007 à 2015 publiés sur le site de la BNB, l'Atelier compte 2 employés et un ouvrier (un cuistot).
Les architectes associés principaux sont Guy Lefevre, Géza Ogonovszky, Éric Philippe, Chantal d'Udekem d'Acoz, Bernard Lizin, Thierry Brichaux et Christophe Lambrechts.
L'atelier est classifié sous le Code NACE 7111 Activités d'architecture et sous le code ISIC 7110 Activités d’architecture et d’ingénierie et de conseils techniques connexes.

## Réalisations
- 1969-1974 : Ancien siège de la Morgan Guaranty Trust Company of New York, angle de l'avenue des Arts et de la rue Guimard à Bruxelles[8],[9]

- 1970-1975 : Place des Sciences et Bibliothèque des Sciences à Louvain-la-Neuve, pour l'Université catholique de Louvain[20],[21]>,[22],[23].

- 1973-1983 : Immeuble « Stéphanie 1 », place Stéphanie 1-3 et avenue Louise 54 à 58a à Bruxelles[10],[26],[23],[32],[25],[33]

- 1977-1978 : Immeuble à appartements, rue de Belle-Vue 24 à Bruxelles[12]

- 1985-1989 : Immeuble « Stéphanie Square », avenue Louise 59 à 69 à Bruxelles[10],[26],[23],[33]

- 1985-1988 : Immeuble « Souverain Plaza », boulevard du Souverain 165 (Auderghem)[23]

- 1985-1989 : Immeuble « Marquis », qui s'élève avec ses flèches d’inox à côté de la cathédrale de Bruxelles, rue du Marquis 1[34],[35],[36],[23], avec ELD[37]

- 1985-1989 : avenue de Beaulieu 29 et 33 (Auderghem)

- 1986-1990 : immeuble « Noord Building » ou « Boudewijn » (gouvernement flamand), boulevard Baudouin 30, angle du boulevard Baudouin et du boulevard du Roi Albert II à Bruxelles, (avec Michel Jaspers et les architectes Vander Elst, Polak, René Stapels et Géo Bontinck)[38],[23],[33],[39] (démoli en 2018)

- 1986-1992 : Siège de la Communauté française de Belgique, place Surlet de Chokier 15 à Bruxelles[40],[23]

- 1987-2004 : Espace Léopold, siège du Parlement européen à Bruxelles[1],[29] construit par l'association « Atelier Espace Léopold » constituée de l'Atelier d'Architecture de Genval (qui en détient 25%[3]), du Cerau et du Group T :
  - bâtiment Paul-Henri Spaak
  - bâtiment Altiero-Spinelli
  - bâtiment Willy Brandt et bâtiment József Antall

- 1988-1992 : « Tour Baudouin » (Euroclear) boulevard du Roi Albert II no 1-3 à Bruxelles[1],[38],[29] (bureau E. L. D. d'après un concept architectural de l'Atelier de Genval[41])

- 1988-1993 : « Espace Beaulieu », avenue de Beaulieu 1-11 (Auderghem)[42],[29],[43],[44]

- 1990-1995 : « North Gate I & II & III » boulevard du Roi Albert II no 6-16 à Bruxelles (portes inspirées de Frank Lloyd Wright), avec Michel Jaspers comme architecte exécutif[45],[38],[29],[33],[43]

- 1990-1997 : « Graaf de Ferraris », ministère flamand de l'environnement et de l'infrastructure, boulevard du Roi Albert II no 20 à Bruxelles[46],[38],[29] avec Michel Jaspers[33],[43]

- 1993-1998 : Siège de l'Office Européen de Lutte Anti-Fraude (OLAF), rue Joseph II no 30 à Bruxelles[47],[29],[3]

- 1995-1999 : Nouvelle gare de Bruxelles-Luxembourg (construite par l'association « Atelier Espace Léopold » déjà citée)

- 1999-2003 : Immeuble « Sapphire » (Office national du Ducroire) rue Montoyer 3 à Bruxelles[14],[29],[33],[48],[49] « qui a remplacé, après de vifs débats, le «Foncolin», pourtant une des œuvres maîtresses de Jacqmain. L'architecte lui-même décidant sa démolition pour reconstruire un immeuble plus décrié. »[50]. Dans un entretien en 2013, Jacqmain, « qui n'a cessé de plaider, depuis, pour le droit de l’artiste à sacrifier, raturer sa propre œuvre » confesse « Aujourd'hui je le regrette »[1]

- 2000-2004 : « Botanic Buiding » boulevard Saint-Lazare 4-10 à Bruxelles[51],[29] (rénovation d'un bâtiment construit par Henri Montois en 1965)

- 2001-2009 : Immeuble « The Capital » (ou « JECL », acronyme des trois rues qui l'entourent[37]), immense complexe de bureaux occupant le triangle délimité par l'avenue de la Joyeuse Entrée, l'avenue de Cortenbergh et la rue de la Loi à Bruxelles[52],[53]

- 2004-2006 : Immeubles Willy Brandt et Jozef Antall (D4-D5), extension de bureaux pour le Parlement Européen, Esplanade du Parlement Européen, rue de Trèves 5 à Bruxelles[54] (construite avec le CERA, José Vandevoorde, et le Group T[55] dans le cadre de l'association « Atelier Espace Léopold » déjà citée)

- 2004-2007 : « Espace Meeus » square de Meeus 37 à Bruxelles[56]

- 2016 : projet de rénovation de la place des Wallons à Louvain-la-Neuve[57],[58],[59],[60],[61],[62].

- 2017-2018 : Piste d'athlétisme couverte du Complexe sportif de Blocry à Louvain-la-Neuve, aussi appelée « Centre de formation pour sportifs de haut niveau » (CFSHN) ou « Infrastructure couverte pour sportifs de haut niveau » (ICSHN)[63]

Parlement européen (1987-2004) : bâtiment Altiero-Spinelli
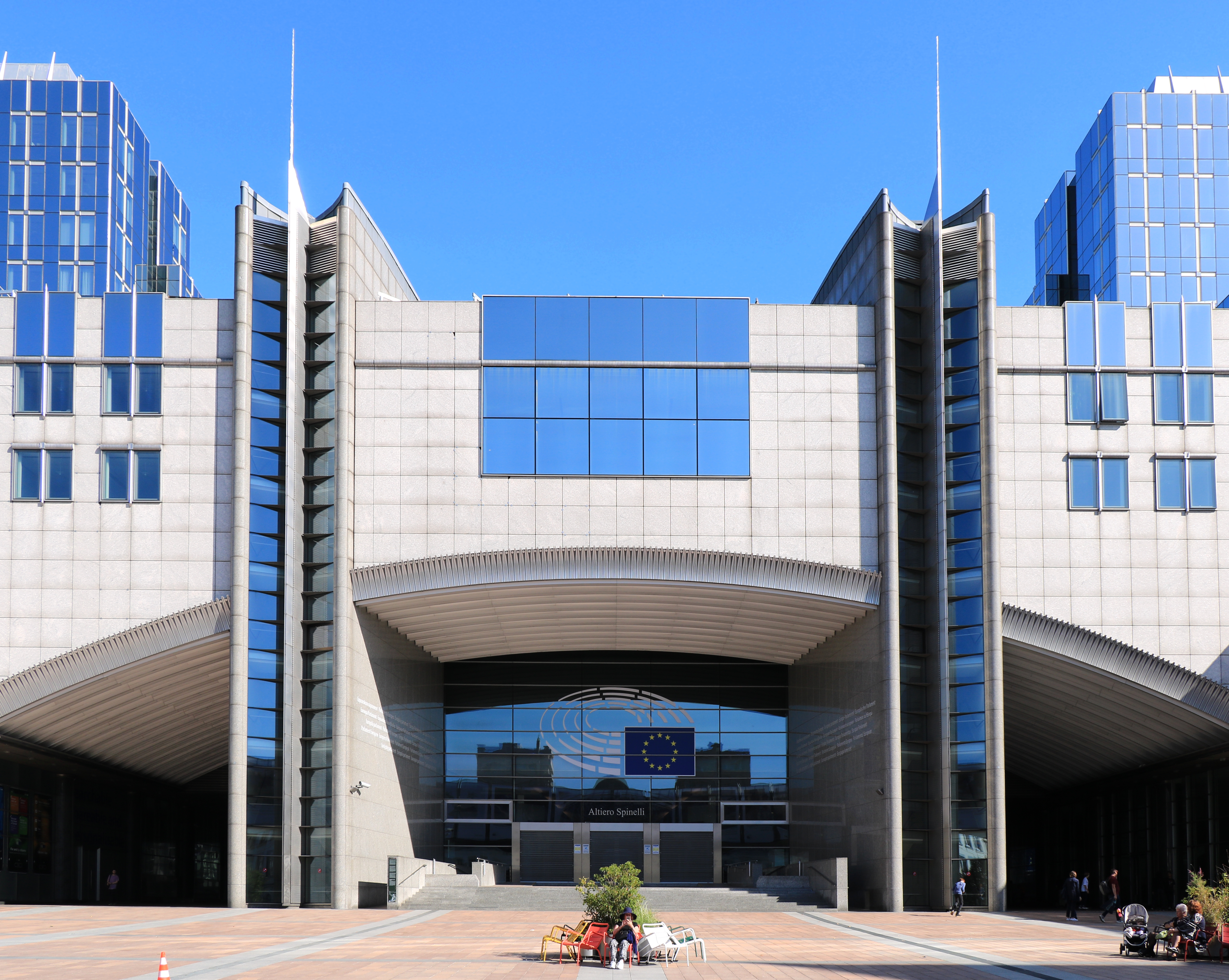
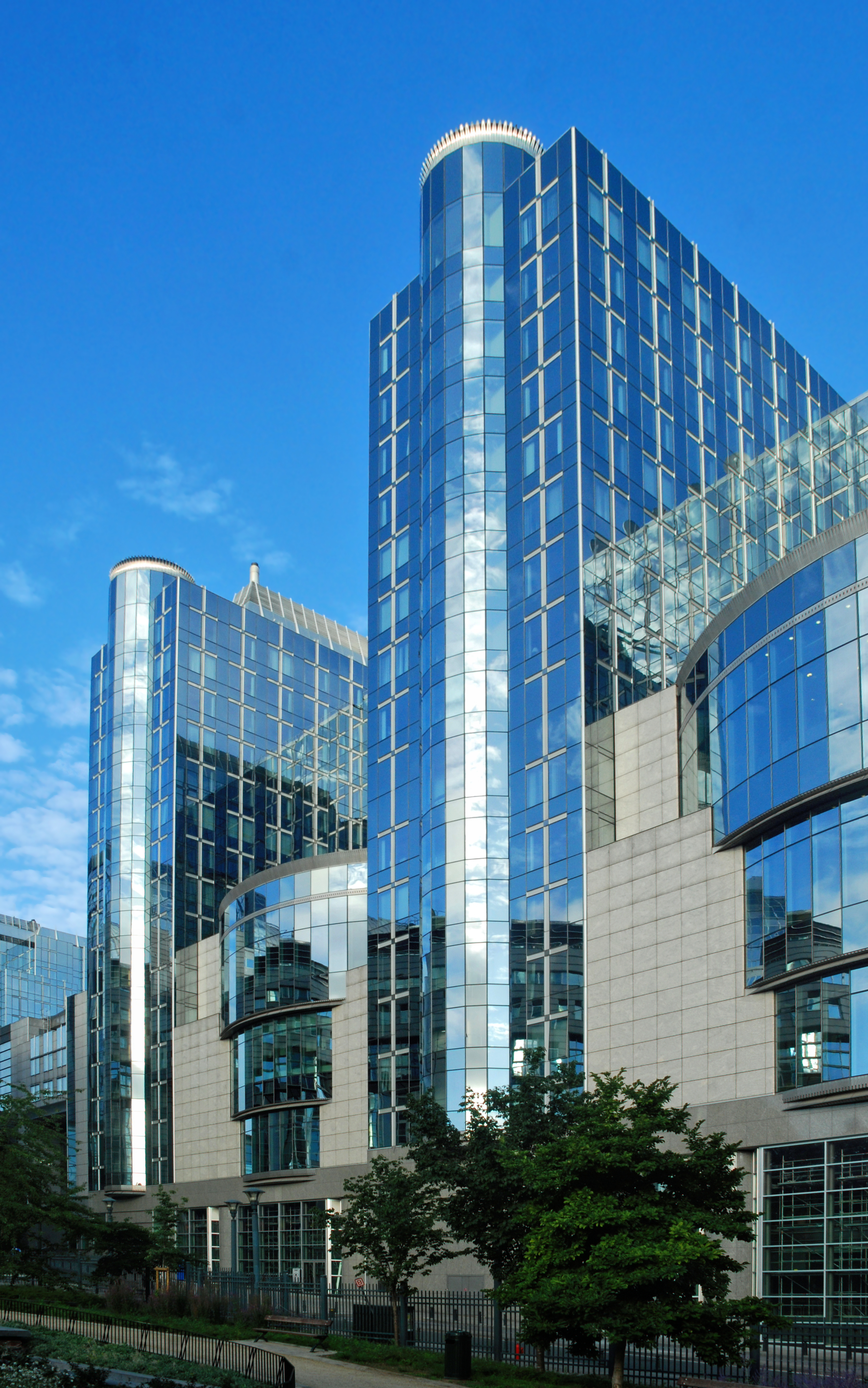
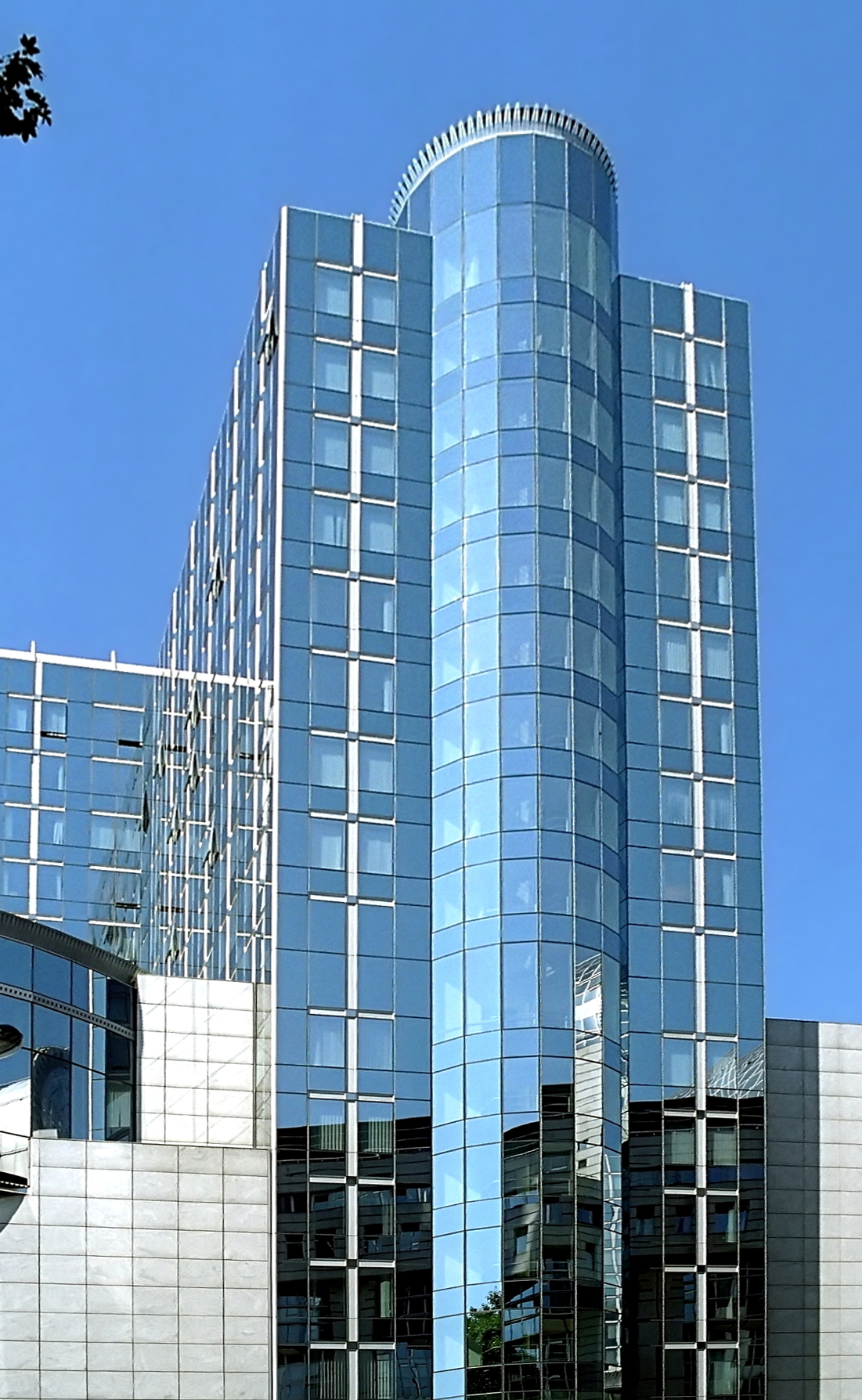
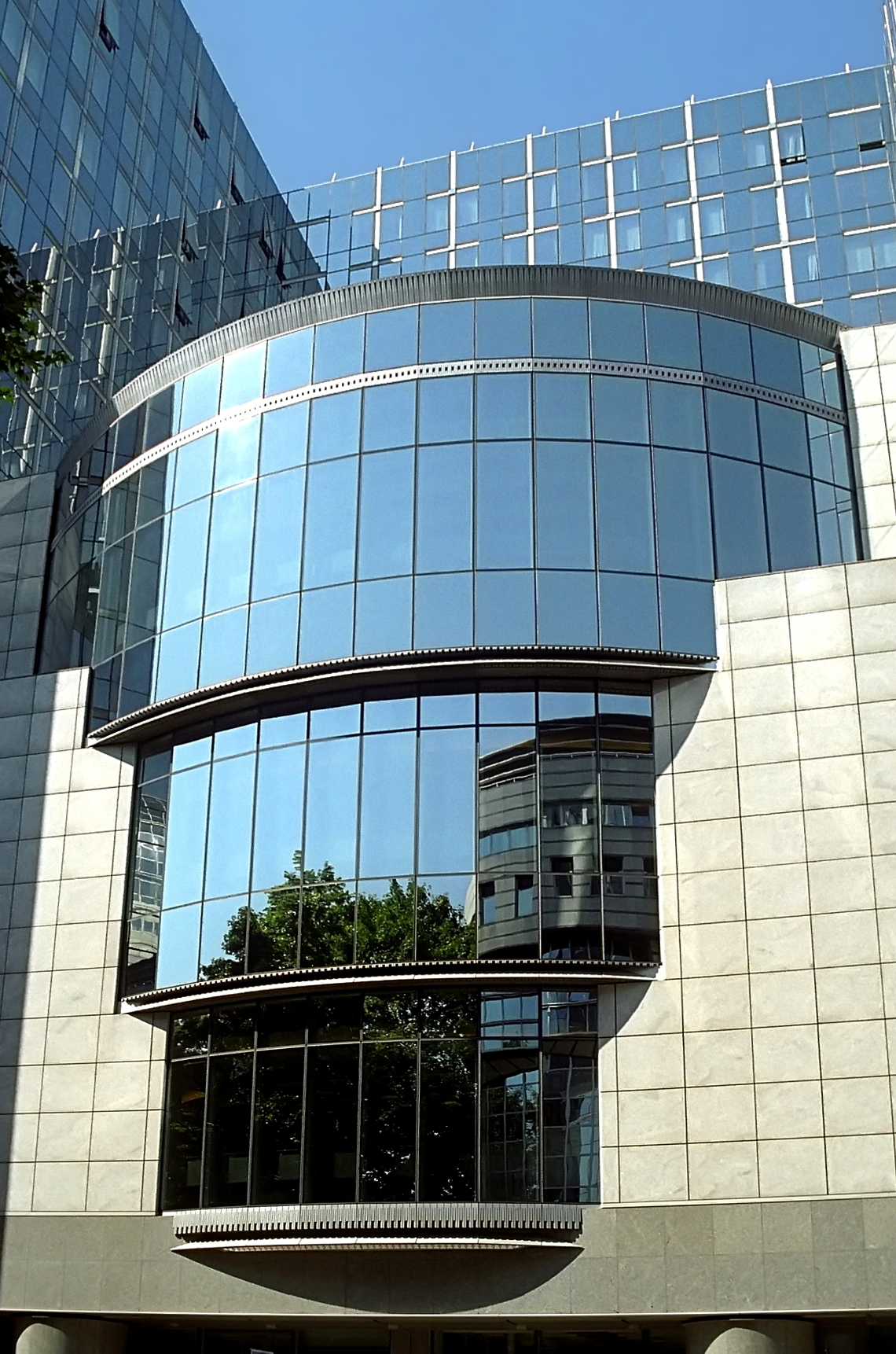